# Carol al VIII-lea al Franței
Carol al VIII-lea, supranumit cel Prietenos (franceză Charles VIII de Valois supranumit L'Affable; n. 30 iunie 1470, Amboise, Centre-Val de Loire, Franța – d. 7 aprilie 1498, Amboise, Centre-Val de Loire, Franța), aparținând Casei de Valois, a fost rege al Franței din 1483 până la moarte. Invadând Italia a inițiat o lungă serie de războaie franco-italiene care s-au desfășurat în prima jumătate a veacului al XVI-lea.

## Copilăria și tinerețea
Carol s-a născut la Castelul Amboise și a fost singurul fiu supraviețuitor al regelui Ludovic al XI-lea și al celei de-a doua soții a sa, Charlotte de Savoia. Carol a urcat pe tronul Franței la 30 august 1483, la vârsta de 13 ani. Starea lui de sănătate a fost precară. Conform dorinței lui Ludovic al XI-lea, cârmuirea regatului a fost preluată de Anne, sora mai mare a lui Carol, o persoană inteligentă și perspicace, descrisă de tatăl ei ca fiind „cea mai puțin nebună femeie din Franța”. Ea a fost regentă alături de soțul ei, ducele Petru al II-lea de Bourbon până în 1491.

## Căsătorie

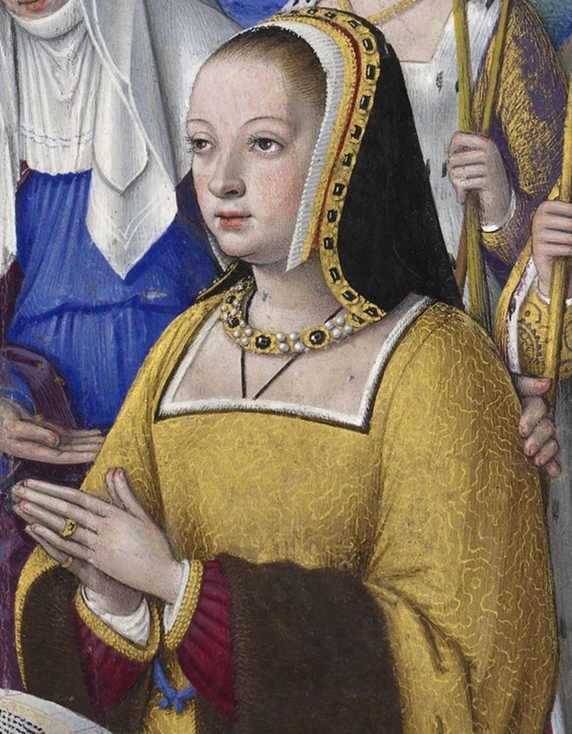
Anne de Bretania. soția lui Carol al VIII-lea

Carol a fost logodit în 1482 cu Margareta de Austria, fiica împăratului Maximilian I și a soției sale, ducesa Maria de Burgundia. Căsătoria a fost negociată de Ludovic al XI-lea, Maximilian I și de nobilii Țărilor de Jos, ca parte a Păcii de la Arras dintre Franța și Burgundia. Margareta aducea Franței comitatele Artois și Burgundia ca zestre și era considerată la curtea Franței viitoare regină. 
În 1488 Francisc al II-lea ducele Bretaniei a murit într-un accident de călărie lăsând-o moștenitoare pe fiica sa în vârstă de 11 ani, Anne de Bretania. Aceasta, care se temea pentru independența ducatului ei în fața ambițiilor Franței, a hotărt să se căsătorească cu Maximilian I, văduv al Mariei de Burgundia din 1477. Bretania a fost invadată de armata franceză, Maximilian nu a putut să acorde ajutorul necesar și Anne de Bretania a fost nevoită să renunțe la Maximilian (cu care se căsătorise prin procură) și a acceptat să se căsătorească cu Carol al VIII-lea.
La 19 decembrie 1491, la Castelul Langeais Carol s-a căsătorit cu Anne de Bretania în vârstă de 14 ani. Căsătoria i-a adus lui Carol independența de familia sa. Regina Anne a trăit la Clos Lucé în Amboise.